# Карл Йоган Тиселіус
Карл Йоган Тиселіус (швед. Carl Johan Thyselius; 8 червня 1811, Естерханінгскій прихід, Седерманланд, Швеція — 11 грудня 1891, Стокгольм) — шведський державний і політичний діяч, прем'єр-міністр Швеції (13 червня 1883 — 16 травня 1884).
Найстарший за віком політик, який зайняв пост прем'єр-міністра Швеції (в 72 роки) і перший прем'єр-міністр країни недворянського походження.
Син вікарія, майбутнього єпископа. Закінчив Упсальський університет. Зробив успішну кар'єру, займав ряд високих офіційних постів, активний політик.
У 1856—1860 роках — юстиц-радник, в 1860—1863 — міністр освіти, в 1864—1875 — президент Камер-колегії, 1875—1880 — статс-радник в уряді Луї де Геера.
Після відставки Арвіда Поссе на прохання короля Оскара II Тиселіус 13 червня 1883 року неохоче зайняв пост прем'єр-міністра Швеції. Прем'єрське крісло займав менше одного року і 16 травня 1884 року подав у відставку.